# Sheila Kitzinger
Sheila Helena Elizabeth Kitzinger MBE (Taunton, Somerset, UK, 29. ožujka 1929. – 11. travnja 2015.) bila je britanska aktivistica koja se zalagala prvenstveno za prirodni porod te autorica knjiga i članaka o trudnoći i porodu. Napisala je više od 20 knjiga te je stekla svjetsku slavu kao strastvena i predana zagovornica promjena.

## Život i djelo
Kitzinger je rođena u Tauntonu, Somerset, UK. Bila je socijalna antropologinja i bavila se prvenstveno trudnoćom, porodom i roditeljstvom. Borila se i zagovarala da žene imaju pravo dobiti sve informacije koje su im potrebne kako bi mogle donositi vlastite odluke o porodu. Također je bila poznata zagovarateljica dojenja. Bila je članica Državnog povjerenstva za porod u UK (NCT - National Childbirth Trust) od 1958.
Predavala je na Sveučilištu u Edinburghu i Open University, te bila počasna profesorica na Sveučilištu West London, gdje je predavala na magistarskom studiju primaljstva na Wolfson School of Health Sciences. Vodila je i radionice o socijalnoj antropologiji poroda i dojenja. Napisala je mnoge članke i knjige te je bila aktivna u primaljskom obrazovanju u Velikoj Britaniji i inozemstvu. Održala je brojna predavanja u SAD-u, Kanadi, na Karibima, u Izraelu, Australiji, Južnoj Americi, Južnoj Africi i Japanu te radila kao konzultantica Međunarodnog udruženja za obrazovanje djece (International Childbirth Education Association).
Vjerovala je da se svakoj ženi čija trudnoća nije visoko rizična mora omogućiti pravo na izbor poroda kod kuće. Njezine knjige obuhvaćaju sljedeće teme: dojenje, prenatalna skrb, planove porođaja, indukciju porođaja, epiduralnu analgeziju, epiziotomiju, bolnička skrb tijekom porođaja, prisutnost starije djece na porodu i posttraumatski stres nakon poroda. Neki od njezinih spisa bili su kontroverzni u vrijeme kada su objavljeni, primjerice knjiga Good Birth Guide (1979.) izazvala je trzavice između nje i NCT-a. Bila je često u sukobu s radikalnim feminističkim stavovima. Smatra se da je njezin rad značajno utjecao na promjene u kulturi rađanja. Vjerovala je da: „Rođenje je velika životna tranzicija. To je – to mora biti – i političko pitanje, u smislu moći zdravstvenog sustava, kako on kontrolira žene, i omogućava li im da donose odluke o vlastitom tijelu i svojim bebama.” 1982. godine dodijeljen joj je MBE kao priznanje za njezine zasluge u obrazovanju za porod.
Od kraja 1980-ih bila je urednica serije Issues in Women's Health za Pandora Press; knjige koje su izdane u navedenoj seriji obuhvaćaju i njenu knjigu The Midwife Challenge.
Kitzinger je preminula u Oxfordshireu 2015. nakon kratke bolesti. Njezina autobiografija, A Passion for Birth: My Life: Anthropology, Family and Feminism, objavljena je ubrzo nakon njezine smrti. Imala je petero djece; njezina kći Celia Kitzinger je znanstvenica i aktivistica.